# Smicromyrme bidenticulata
Smicromyrme bidenticulata (лат.) — вид ос-немок рода Smicromyrme из подсемейства Mutillinae.

## Распространение
Россия (Дальний Восток, Приморский край, Кунашир), Монголия, Китай.

## Описание
Мелкие пушистые осы (около 1 см: от 6 мм до 11 мм). От близких видов отличается 3-зубыми жвалами и вогнутым клипеусом самцов.  Бока среднегруди вогнутые. Глаза неопушенные, у самцов почковидные (с вырезом у внутреннего края). Щитик самок с коротким бугорком. У самок развито пигидиальное поле. Паразитоиды жалящих перепончатокрылых.